# Parafia św. Jakuba Apostoła w Rzgowie (województwo wielkopolskie)
Parafia Świętego Jakuba Apostoła w Rzgowie – rzymskokatolicka parafia położona we wsi Rzgów. Administracyjnie należy do diecezji włocławskiej (dekanat koniński I).
Odpust parafialny odbywa się we Wspomnienie Świętego Jakuba Apostoła.

## Kościoły
- kościół parafialny: Kościół św. Jakuba Apostoła w Rzgowie